# Avrilly (Orne)
Avrilly és un municipi francès situat al departament de l'Orne i a la regió de Normandia. L'any 2007 tenia 123 habitants.

## Demografia

### Població
El 2007 la població de fet d'Avrilly era de 123 persones. Hi havia 52 famílies de les quals 12 eren unipersonals (8 homes vivint sols i 4 dones vivint soles), 28 parelles sense fills i 12 parelles amb fills.
La població ha evolucionat segons el següent gràfic:
Habitants censats

### Habitatges
El 2007 hi havia 73 habitatges, 54 eren l'habitatge principal de la família, 13 eren segones residències i 6 estaven desocupats. 72 eren cases i 1 era un apartament. Dels 54 habitatges principals, 43 estaven ocupats pels seus propietaris, 10 estaven llogats i ocupats pels llogaters i 1 estava cedit a títol gratuït; 3 tenien dues cambres, 16 en tenien tres, 17 en tenien quatre i 18 en tenien cinc o més. 42 habitatges disposaven pel capbaix d'una plaça de pàrquing. A 28 habitatges hi havia un automòbil i a 19 n'hi havia dos o més.

### Piràmide de població
La piràmide de població per edats i sexe el 2009 era:
| Homes | Edats   | Dones |
| ----- | ------- | ----- |
| 0     | 95 o +  | 0     |
| 0     | 90 a 94 | 0     |
| 0     | 85 a 89 | 4     |
| 0     | 80 a 84 | 0     |
| 4     | 75 a 79 | 0     |
| 8     | 70 a 74 | 8     |
| 8     | 65 a 69 | 0     |
| 4     | 60 a 64 | 8     |
| 0     | 55 a 59 | 0     |
| 4     | 50 a 54 | 0     |
| 4     | 45 a 49 | 4     |
| 4     | 40 a 44 | 4     |
| 0     | 35 a 39 | 4     |
| 12    | 30 a 34 | 8     |
| 8     | 25 a 29 | 8     |
| 12    | 20 a 24 | 0     |
| 4     | 15 a 19 | 0     |
| 4     | 10 a 14 | 8     |
| 4     | 5 a 9   | 4     |
| 4     | 0 a 4   | 4     |

## Economia
El 2007 la població en edat de treballar era de 60 persones, 48 eren actives i 12 eren inactives. De les 48 persones actives 43 estaven ocupades (25 homes i 18 dones) i 5 estaven aturades (2 homes i 3 dones). De les 12 persones inactives 5 estaven jubilades, 2 estaven estudiant i 5 estaven classificades com a «altres inactius».

### Ingressos
El 2009 a Avrilly hi havia 52 unitats fiscals que integraven 123 persones, la mediana anual d'ingressos fiscals per persona era de 13.708 €.

### Activitats econòmiques
Dels 2 establiments que hi havia el 2007, 1 era d'una empresa de construcció i 1 d'una entitat de l'administració pública.
L'únic servei als particulars que hi havia el 2009 era una fusteria.
L'any 2000 a Avrilly hi havia 22 explotacions agrícoles que ocupaven un total de 558 hectàrees.

## Poblacions més properes
El següent diagrama mostra les poblacions més properes.